# Government Accountability Project
Le Government Accountability Project (GAP), fondé en 1977, est une organisation de protection et de représentation des lanceurs d'alerte américain. C'est un organisme sans but lucratif d'intérêt général qui soutient les lanceurs d'alerte dans les dossiers judiciaires, soutient la dénonciation publique de malversations et fait la promotion de la responsabilisaton des gouvernements et des sociétés. Son Legal Director Thomas M. Devine (en) affirme avoir collaboré avec plus de 5 000 lanceurs d'alerte depuis son embauche par GAP, en 1979, alors que GAP affirme avoir représenté les intérêts de plus de 6 000 lanceurs d'alerte.

## Clients notables
- Eric Ben-Artzi : Il rejoint la Deutsche Bank en 2010 en tant qu'analyste de risques quantitatif. Il rapporte à l'interne des violations répétées des règles bancaires parce que la banque ne révèle pas la valeur réelle de son portfolio de produits de crédit dérivés. Plus précisément, il démontre que la banque gonfle la valeur des produits dérivés et sous-estime le risque sur plusieurs types de transactions[3]. En décembre 2012, Eric Ben-Artzi dévoile publiquement des preuves que la Deutsche Bank a violé les règles bancaires lors de transactions portant sur des milliards de dollars en titres[4]. La banque réplique de multiples façons et renvoie Ben-Artzi. Son histoire a fait la une du journal Financial Times[5].
- Brandon Bryant : Jesselyn Radack défend ce lanceur d'alerte à partir de 2015[6].
- Thomas Drake : Jesselyn Radack, qui fait partie du personnel du GAP, le représente en 2011 après qu'il a révélé des activités illégales de la National Security Agency[7]
- Aldric Saucier : en 1992, le GAP représente Aldric Saucier (en) qui a perdu son emploi et son habilitation de sécurité après avoir dénoncé des abus de ressources pour la mise au point de l'Initiative de défense stratégique (Strategic Defense Initiative, SDI)[8].
- Edward Snowden : en 2014, Jesselyn Radack défend ce lanceur d'alerte notamment connu pour avoir exposé les activités d'écoute massives de la NSA[9].